# Chemins de fer du gouvernement de la Nouvelle-Galles du Sud
Les Chemins de fer du gouvernement de la Nouvelle-Galles du Sud (en anglais : New South Wales Government Railways) (NSWGR) étaient l'agence du gouvernement de la Nouvelle-Galles du Sud qui administrait le transport ferroviaire dans cet État de l'Australie, entre 1855 et 1932.

## Historique
L'agence était gérée par différentes structures de commissions entre 1857 et 1932, qui relevaient soit du ministre des Travaux publics de la Nouvelle-Galles du Sud, soit du ministre des Transports de la Nouvelle-Galles du Sud.
Le premier commissaire en chef était Ben Martindale, par la suite à l'adoption de la ‘’Loi sur les chemins de fer du gouvernement, 1858 (NSW)’’, il est devenu commissaire des chemins de fer. John Rae succède à Martindale en 1861 et en 1877, Charles Goodchap fut nommé commissaire. La Loi sur les chemins de fer du gouvernement, 1888 (NSW) a créé un corps constitué de trois commissaires des chemins de fer pour gérer les ceux-ci et les soustraire à l'influence politique, entraînant la démission de Goodchap.
Ce conseil des commissaires des chemins de fer de la Nouvelle-Galles du Sud était en place du 22 octobre 1888 au 4 avril 1907 et a été remplacé par un seul commissaire en chef des chemins de fer et des tramways jusqu'au 22 mars 1932, date à laquelle un arrangement du panel a été restauré pour une période de neuf mois, avec les commissaires aux transports de la Nouvelle-Galles du Sud. Le 29 décembre 1932, le ministère des Chemins de fer de la Nouvelle-Galles du Sud a été créé et Thomas Joseph Hartigan a été nommé commissaire aux chemins de fer en remplacement des fonctions de commissaire en chef des transports. Malgré ce changement, les opérations du département ont continué à être familièrement connues sous le nom de « New South Wales Government Railways » (« NSWGR »). Cela a continué jusqu'à la création de la Commission des transports publics le 20 octobre 1972. Le dernier commissaire aux chemins de fer était Neil McCusker.

## Patrimoine
L'agence a été remplacée par le ministère des Chemins de fer le 1er janvier 1915 ; puis à la suite de la promulgation de la Loi sur la Commission des transports publics, 1972 (NSW), la Public Transport Commission a été formée; pour devenir plus tard l'Autorité ferroviaire de l'État, le 1er juillet 1980. D'autres restructurations en 1996, 2001 et 2003 ont abouti à la création de RailCorp, l'agence actuellement responsable du réseau ferroviaire suburbain et interurbain de Sydney et des services ruraux de passagers, et doit aussi fournir aux opérateurs de fret gouvernementaux et commerciaux l'accès aux rails de la métropole de Sydney. région. Le 1er juillet 2013, les responsabilités opérationnelles de RailCorp ont été transférées à NSW TrainLink et Sydney Trains,.

## Le matériel roulant
En 1936 la société disposait de 1187 locomotives, 457 automotrices, 1445 voitures, 172 fourgons, 22.068 wagons.